# Multimedia Builder
Multimedia Builder (сокращённо — MMB) — мультимедиа-приложение, разработанное компанией Mediachance для Microsoft Windows.
Приложение имеет собственный скриптовый язык и упрощенный объектно-ориентированный интерфейс. Изначально Multimedia Builder создавался как средство для создания оболочек автозапуска, однако развитие встроенного языка скриптов позволило использовать его и для других проектов, например, медиаплееров или игр-головоломок.
Завершенный и скомпилированный проект для конечного пользователя представляется единым исполняемым файлом, но на самом деле является файлом проекта, прикрепленным к исполняемому файлу-плееру. Такой подход имеет существенный недостаток — даже минимальный проект будет иметь относительно большой размер исполняемого файла (от 500 Кб), поскольку размер плеера постоянен, независимо от содержания проекта.

## Плагины
Пользователям MMB доступно достаточно большое количество плагинов, расширяющих функциональность их приложений. Примечательно, что авторы плагинов никак не связаны с Mediachance, а в большинстве случаев являются пользователями программы, освоившими какой-либо из языков программирования высокого уровня. Mediachance поставляет Plugin SDK (пакет средств для разработки плагинов) для Visual C++; также доступны пакеты для других сред разработки, созданные пользователями программы.

## Будущее
В связи с уходом в апреле 2008 из команды Mediachance основных разработчиков MMB, а также с постоянным снижением уровня продаж программы её будущее находится под угрозой и появление существенно обновленных версий маловероятно.
В конце 2009 года Роман Воска подтвердил, что у него нет никаких планов по дальнейшему развитию приложения. На сайте Mediachance с 17 декабря размещена информация о том, что официальная поддержка MMB прекращена. До марта 2011 года приложение все ещё можно было приобрести через сервис Regsoft, в настоящее время регистрация лицензий прекращена.
Отсутствие поддержки привело к появлению проблем с запуском приложения в 64-битных версиях Windows 7, 8, 8.1 и 10. Данная проблема решается с помощью созданного энтузиастами вспомогательного приложения для запуска программы, доступного на официальном форуме Mediachance.